# Brandon Armstrong
Brandon Simone Armstrong (San Francisco, California; 16 de junio de 1980) es un exjugador de baloncesto estadounidense que jugó en New Jersey Nets de la NBA de 2001 a 2003. Con 1.96 metros de estatura jugaba en la posición de escolta. 

## Trayectoria deportiva

### Universidad
Brandon comenzó jugando en el Vallejo High School antes de pasar a la Universidad de Pepperdine en 1999. Con los Waves disputó dos temporadas muy exitosas. Como freshman promedió 14,4 puntos y 3,2 rebotes, mientras que como sophomore se fue hasta los 22,1 puntos y 3,3 rebotes.

### Profesional
Armstrong fue elegido por Houston Rockets en el puesto 23 de la 1ª ronda del Draft de la NBA de 2001. Sin embargo, fue traspasado junto con las elecciones de Houston, Richard Jefferson y Jason Collins a New Jersey Nets a cambio de los derechos de Eddie Griffin. En tres temporadas con los Nets promedió 2.2 puntos por encuentro. 
En la pretemporada de 2004 jugó con Golden State Warriors pero fue cortado antes de empezar la liga. De julio a noviembre de 2005 se marchó a la LEGA a jugar en el Roseto Basket.
En la 2006-07 jugó en Dakota Wizards, Anaheim Arsenal, Bakersfield Jam, todos ellos de la NBDL. En la temporada 2007-08 jugó en Polonia con el SKK Kotwica Kołobrzeg. En la temporada 2008-09 militó en el Budivelnyk Kiev de Ucrania.

## Estadísticas de su carrera en la NBA

### Temporada regular
| Temporada | Edad | Equipo          | Liga | P   | TIT | MIN | TC  | TCA | %TC  | 3P  | 3PA | %3P  | TL  | TLA | %TL  | R.OF. | R.DEF. | REB | ASIS | ROB | TAP | PER | FP  | PTS |
| 2001-02   | 21   | New Jersey Nets | NBA  | 35  | 0   | 5.6 | 0.8 | 2.4 | .318 | 0.1 | 0.5 | .294 | 0.1 | 0.3 | .500 | 0.3   | 0.2    | 0.5 | 0.2  | 0.2 | 0.0 | 0.2 | 0.7 | 1.8 |
| 2002-03   | 22   | New Jersey Nets | NBA  | 17  | 0   | 4.1 | 0.5 | 1.6 | .333 | 0.1 | 0.4 | .167 | 0.3 | 0.4 | .833 | 0.0   | 0.2    | 0.2 | 0.1  | 0.2 | 0.1 | 0.3 | 0.5 | 1.4 |
| 2003-04   | 23   | New Jersey Nets | NBA  | 56  | 0   | 7.8 | 1.2 | 3.1 | .371 | 0.3 | 0.9 | .365 | 0.0 | 0.1 | .500 | 0.2   | 0.6    | 0.8 | 0.3  | 0.2 | 0.0 | 0.4 | 0.9 | 2.7 |
| Total     |      |                 | NBA  | 108 | 0   | 6.5 | 0.9 | 2.7 | .352 | 0.2 | 0.7 | .333 | 0.1 | 0.2 | .600 | 0.2   | 0.4    | 0.6 | 0.2  | 0.2 | 0.0 | 0.3 | 0.8 | 2.2 |

### Playoffs
| Temporada | Edad | Equipo          | Liga | P | MIN | TCA | TC | 3PA | 3P | TLA | TL | R.OF. | REB | ASIS | ROB | TAP | PER | FP | PTS | %TC  | %3P  | %FT | MIN | PTS | REB | AST |
| 2003-04   | 23   | New Jersey Nets | NBA  | 8 | 32  | 3   | 12 | 0   | 1  | 0   | 0  | 1     | 2   | 3    | 1   | 0   | 0   | 4  | 6   | .250 | .000 |     | 4.0 | 0.8 | 0.3 | 0.4 |
| Total     |      |                 | NBA  | 8 | 32  | 3   | 12 | 0   | 1  | 0   | 0  | 1     | 2   | 3    | 1   | 0   | 0   | 4  | 6   | .250 | .000 |     | 4.0 | 0.8 | 0.3 | 0.4 |